# Reino Unido en los Juegos Olímpicos de Múnich 1972
El Reino Unido estuvo representado en los Juegos Olímpicos de Múnich 1972 por un total de 284 deportistas que compitieron en 18 deportes.  
El portador de la bandera en la ceremonia de apertura fue el jinete David Broome.

## Medallistas
El equipo olímpico británico obtuvo las siguientes medallas:
| Nombre | Deporte           | Competición                |
| --- | ----------------- | -------------------------- |
| Oro |                   |                            |
| Mary Peters | Atletismo         | Pentatlón F                |
| Richard Meade (Laurieston)                                                                                               | Hípica            | Concurso completo ind.     |
| Richard Meade (Laurieston) Mary Gordon-Watson (Cornishman V) Bridget Parker (Cornish Gold) Mark Phillips (Great Ovation) | Hípica            | Concurso completo por eqs. |
| Christopher Davies Rodney Pattisson                                                                                      | Vela              | Flying Dutchman M          |
| Plata |                   |                            |
| David Hemery David Jenkins Alan Pascoe Martin Reynolds                                                                   | Atletismo         | 4 × 400 m M                |
| Ann Moore (Psalm) | Hípica            | Saltos ind.                |
| David Starbrook | Judo              | –93 kg M                   |
| David Wilkie | Natación          | 200 m braza M              |
| David Hunt Alan Warren                                                                                                   | Vela              | Tempest M                  |
| Bronce |                   |                            |
| Ian Stewart | Atletismo         | 5000 m M                   |
| David Hemery | Atletismo         | 400 m vallas M             |
| Ralph Evans | Boxeo             | Minimosca (48 kg) M        |
| George Turpin | Boxeo             | Gallo (54 kg) M            |
| Alan Minter | Boxeo             | Superwélter (71 kg) M      |
| Michael Bennett Ian Hallam Ronald Keeble William Moore                                                                   | Ciclismo en pista | Persecución por eqs. M     |
| Brian Jacks | Judo              | –80 kg M                   |
| Angelo Parisi | Judo              | Categoría abierta M        |
| John Kynoch | Tiro              | Blanco móvil 50 m M        |